# Mirca
Mirca falu Horvátországban, Split-Dalmácia megyében. Közigazgatásilag Supetarhoz tartozik.

## Fekvése
Splittől 16 km-re délkeletre, községközpontjától 3 km-re nyugatra, Brač sziget északi oldalán, a Supetarról Sutivanra vezető út mentén fekszik. Főbb településrészei Donji Dvori, Pod Lokvu, Glavica, Zamire, Pod Murva (a régi tér), Pod Šipak és Mola Bonda.

## Története
Az itt előkerült régészeti leletek alapján megállapítható, hogy  település helyén már az ókorban villagazdaságok álltak, melyek romjait később a település lakóházaiba építették be. Valószínűleg az itt talált épületromokról származik Mirca neve is, amely a latin murus főnévből származik és mely falat jelent. A korabeli források szerint középkorban Miracnak nevezték, mely elnevezés a helyiek körében a mai napig fennmaradt. A helyi lakosság ugyanis a nevet a szláv „mir” (béke) szóval hozta összefüggésbe. Alapítói Donji Humacról és Sutivanról érkezett családok voltak. A középkorban a településnek csak a déli, a tengertől távolabb eső része fejlődött ki. Ennek az volt az oka, hogy a tengerparthoz közeli települések gyakran voltak kitéve a kalózok támadásainak. A település parti része csak a 16. században kezdett kialakulni. G. Giustinian velencei hivatalnok írja 1553-ban, hogy a Brač-sziget települései a sziget belsejében vannak, de már hét öbölben lakóházak is találhatók. 1579-ben a Bertičević és Brković családok kis templomot építettek, melyet a Sarlós boldogasszony tiszteletére szenteltek fel, de a nép csak Gospa Miračkának, azaz a béke úrnőjének nevezte. Ekkor már tizenöt lakóház állt a településen mintegy hetven lakossal. 1614-ben Mirca már önálló káplánt kapott. A velencei uralomnak 1797-ben vége szakadt és osztrák csapatok vonultak be Dalmáciába. 1806-ban a sziget az osztrákokat legyőző franciák uralma alá került, de Napóleon lipcsei veresége után újra az osztrákoké lett. Mirca 1825-ben lett önálló plébánia, addig Sutivanhoz tartozott. Első plébánosa a donji humaci Tito Laurić atya volt. A Sarlós boldogasszony templomot 1841-ben építették. 1918-ban az új szerb-horvát-szlovén állam, majd később Jugoszlávia része lett. A második világháború idején a Független Horvát Állam része volt. 1942. június 26-án éjjel egy partizánegység hatolt be a településre, ahol az ismert usztasa vezetőt Jerka Kiriginát megölték, a papot pedig súlyosan megsebesítették. A háború után a szocialista Jugoszláviához tartozott. A település 1991 óta a független Horvátország része. 2011-ben a településnek 321 lakosa volt.

## Népesség
| Lakosság változása | Lakosság változása | Lakosság változása | Lakosság változása | Lakosság változása | Lakosság változása | Lakosság változása | Lakosság változása | Lakosság változása | Lakosság változása | Lakosság változása | Lakosság változása | Lakosság változása | Lakosság változása | Lakosság változása | Lakosság változása |
| ------------------ | ------------------ | ------------------ | ------------------ | ------------------ | ------------------ | ------------------ | ------------------ | ------------------ | ------------------ | ------------------ | ------------------ | ------------------ | ------------------ | ------------------ | ------------------ |
| 1857               | 1869               | 1880               | 1890               | 1900               | 1910               | 1921               | 1931               | 1948               | 1953               | 1961               | 1971               | 1981               | 1991               | 2001               | 2011               |
| 391                | 479                | 462                | 463                | 485                | 493                | 0                  | 464                | 443                | 475                | 415                | 340                | 300                | 298                | 306                | 321                |

## Nevezetességei
- A Sarlós boldogasszony plébániatemplomot 1841-ben építették, 1858-ban pedig amint az a homlokzaton látható latin nyelvű feliratból is kitűnik bővítették. Ugyanebben az évben építették a harangtornyot is. A bejárat felett a „Domus mea, domus orations” (az én házam az imádság háza) felirat olvasható. A templomnak két márvány, és három, fából faragott oltára van. Az oltárképek közül ki kell emelni Felix Tironi 1783-ban festett Piétáját. A templomon kívül a településen még egy egész sor kis kápolna található, melyekben képek, szobrok vannak elhelyezve.
- A temetőben áll az 1931-ben épített Szent Teréz kápolna, melynek oltárképe a helyi naiv művész Pavo Gospodnetić alkotása.
- A tengerpart közelében kis múzeumot rendeztek be, melyben az olívaolaj előállításának folyamatát mutatják be.

## Gazdaság
A település lakóinak fő megélhetési forrása a turizmus. Mircának strandja, kis halászkikötője is van. A supetari kompkikötőtől mindössze néhány kilométerre található, így könnyen megközelíthető. Ezért gyakran keresik fel a turisták. Tervezik egy jachtkikötő építését is. A lakosság egy része olívatermeléssel, földműveléssel és állattartással is foglalkozik.

## Kultúra
- Donji dvori településrészen augusztus első szombatján immár 18 éve rendezik meg a hagyományos művészeti kiállítást, ahol a képek mellett pecsenyesütést, jó borokat és dalmát dalokat is élvezhet a közönség.
- A település ünnepnapja védőszentjének ünnepe július másodika, a Béke királynőjének ünnepe.